# سرگی کورنیلنکو
سرگی کورنیلنکو (بلاروسی: Сяргей Аляксандравіч Карніленка؛ زادهٔ ۱۴ ژوئن ۱۹۸۳) بازیکن سابق و مربی فوتبال اهل بلاروس است.
از باشگاه‌هایی که در آن بازی کرده‌است می‌توان به باشگاه فوتبال ویتبسک، باشگاه فوتبال دینامو مینسک، باشگاه فوتبال کریلیا سووتوف سامارا، باشگاه فوتبال زنیت سن پترزبورگ، باشگاه فوتبال دینامو کی‌یف، باشگاه فوتبال دنیپرو، باشگاه فوتبال بلکپول، و باشگاه فوتبال روبین کازان اشاره کرد.
وی همچنین در تیم‌های ملی فوتبال زیر ۲۱ سال بلاروس و بلاروس بازی کرده‌است.